# Harrselet
Harrselet är en sjö i Arjeplogs kommun i Lappland och ingår i Skellefteälvens huvudavrinningsområde. Sjön har en area på 2,35 kvadratkilometer och ligger 432,9 meter över havet. Harrselet ligger i Hornavan-Sädvajaure fjällurskog Natura 2000-område. Sjön avvattnas av vattendraget Skellefteälven. Vid provfiske har bland annat abborre, gädda, lake och röding fångats i sjön.

## Delavrinningsområde
Harrselet ingår i det delavrinningsområde (737092-154937) som SMHI kallar för Utloppet av Harrselet. Medelhöjden är 454 meter över havet och ytan är 7,54 kvadratkilometer. Räknas de 102 avrinningsområdena uppströms in blir den ackumulerade arean 1 632,76 kvadratkilometer. Avrinningsområdets utflöde Skellefteälven mynnar i havet. Avrinningsområdet består mestadels av skog (66 procent). Avrinningsområdet har 2,53 kvadratkilometer vattenytor vilket ger det en sjöprocent på 33,5 procent.

## Fisk
Vid provfiske har följande fisk fångats i sjön:
- Abborre
- Gädda
- Lake
- Röding
- Sik
- Öring